# Lista de prefeitos eleitos no Piauí em 1972
Em 15 de novembro de 1972 foram realizadas eleições nos 114 municípios do Piauí, estado governado à época por Alberto Silva.

## Resultado final do pleito

### Prefeitos eleitos pela ARENA
O partido triunfou em 108 municípios, o equivalente a 96% do total.
| Bandeira              | Município                  | Prefeito eleito                               | Partido | Nascido em          | UF         |
| --------------------- | -------------------------- | --------------------------------------------- | ------- | ------------------- | ---------- |
| Bandeira desconhecida | Agricolândia               | Evaristo Alves dos Reis                       | ARENA   |                     |            |
| Bandeira desconhecida | Água Branca                | Joel Carlos Soares                            | ARENA   |                     |            |
| Bandeira desconhecida | Alto Longá                 | Raimundo Pessoa Cabral                        | ARENA   |                     |            |
| Altos                 | Altos                      | José Barbosa                                  | ARENA   | Altos               | Piauí      |
| Bandeira desconhecida | Amarante                   | Agenor de Almeida Lira                        | ARENA   |                     |            |
| Bandeira desconhecida | Angical do Piauí           | Pedro Barbosa Ribeiro                         | ARENA   |                     |            |
| Bandeira desconhecida | Anísio de Abreu            | Raimundo Ribeiro Soares                       | ARENA   |                     |            |
| Bandeira desconhecida | Antônio Almeida            | Gervásio Gonçalves Guimarães                  | ARENA   |                     |            |
| Bandeira desconhecida | Aroazes                    | José Soares da Silva                          | ARENA   |                     |            |
| Bandeira desconhecida | Arraial                    | Vitório Rosa de Oliveira                      | ARENA   |                     |            |
| Bandeira desconhecida | Avelino Lopes              | José Alcântara da Gama                        | ARENA   |                     |            |
| Bandeira desconhecida | Barras                     | Antônio Félix de Carvalho Filho               | ARENA   |                     |            |
| Bandeira desconhecida | Barreiras do Piauí         | Euler Barreira Lustosa                        | ARENA   |                     |            |
| Bandeira desconhecida | Barro Duro                 | Joel Rodrigues Pessoa                         | ARENA   |                     |            |
| Bandeira desconhecida | Batalha                    | Antônio Machado Melo                          | ARENA   | Batalha             | Piauí      |
| Bandeira desconhecida | Beneditinos                | Adaildo de Arêa Leão Costa                    | ARENA   |                     |            |
| Bandeira desconhecida | Bertolínia                 | José Milton de Sousa Martins                  | ARENA   |                     |            |
| Bandeira desconhecida | Bocaina                    | Cristovão Marques de Sousa                    | ARENA   |                     |            |
| Bom Jesus             | Bom Jesus                  | Antônio Santos Pinheiro                       | ARENA   |                     |            |
| Bandeira desconhecida | Buriti dos Lopes           | Guilherme Portela de Sampaio                  | ARENA   |                     |            |
| Bandeira desconhecida | Campinas do Piauí          | José de Morais Rego                           | ARENA   |                     |            |
| Campo Maior           | Campo Maior                | Dácio Bona                                    | ARENA   |                     |            |
| Canto do Buriti       | Canto do Buriti            | Enéas Nunes Maia                              | ARENA   |                     |            |
| Bandeira desconhecida | Capitão de Campos          | Salvador Evangelista de Sousa                 | ARENA   |                     |            |
| Bandeira desconhecida | Caracol                    | Raimundo de Sousa França                      | ARENA   |                     |            |
| Bandeira desconhecida | Castelo do Piauí           | Humberto Lima                                 | ARENA   |                     |            |
| Cocal                 | Cocal                      | Anastácio Gomes França                        | ARENA   | Buriti dos Lopes    | Piauí      |
| Bandeira desconhecida | Conceição do Canindé       | Anísia Marques Buenos Aires                   | ARENA   |                     |            |
| Bandeira desconhecida | Corrente                   | Jesy Lemos Paraguassú                         | ARENA   | Corrente            | Piauí      |
| Bandeira desconhecida | Cristalândia do Piauí      | Arquimedes Nogueira Paranaguá                 | ARENA   |                     |            |
| Bandeira desconhecida | Cristino Castro            | Petrônio Martins Falcão                       | ARENA   | Cristino Castro     | Piauí      |
| Bandeira desconhecida | Curimatá                   | Nercino Valter de Sousa                       | ARENA   |                     |            |
| Bandeira desconhecida | Demerval Lobão             | Francisco Luiz da Costa de Morais             | ARENA   |                     |            |
| Bandeira desconhecida | Dom Expedito Lopes         | José Belo de Sousa                            | ARENA   | Dom Expedito Lopes  | Piauí      |
| Bandeira desconhecida | Domingos Mourão            | Urias Raimundo de Oliveira                    | ARENA   |                     |            |
| Bandeira desconhecida | Elesbão Veloso             | Raimundo Rodrigues Soares                     | ARENA   |                     |            |
| Bandeira desconhecida | Eliseu Martins             | Raimundo Gomes Feitosa                        | ARENA   |                     |            |
| Bandeira desconhecida | Esperantina                | Zoraide Fernandes de Carvalho                 | ARENA   |                     |            |
| Bandeira desconhecida | Flores do Piauí            | Pedro Cleto Martins Nunes                     | ARENA   |                     |            |
| Floriano              | Floriano                   | Manoel Simplício da Silva                     | ARENA   | Vicência            | Pernambuco |
| Bandeira desconhecida | Francinópolis              | Edmar Soares da Silva                         | ARENA   |                     |            |
|                       | Francisco Ayres            | João Pereira de Sousa                         | ARENA   |                     |            |
| Bandeira desconhecida | Francisco Santos           | Maria Carleusa dos Santos Batista de Carvalho | ARENA   | Francisco Santos    | Piauí      |
| Bandeira desconhecida | Fronteiras                 | José Aquiles de Sousa                         | ARENA   |                     |            |
| Bandeira desconhecida | Gilbués                    | João Alves de Santana                         | ARENA   |                     |            |
| Bandeira desconhecida | Hugo Napoleão              | Joaquim Rodrigues Pessoa                      | ARENA   |                     |            |
| Bandeira desconhecida | Inhuma                     | João Antônio de Sousa                         | ARENA   |                     |            |
| Bandeira desconhecida | Ipiranga do Piauí          | Joel Borges                                   | ARENA   |                     |            |
| Bandeira desconhecida | Isaías Coelho              | João de Moura Carvalho                        | ARENA   | Simplício Mendes    | Piauí      |
| Bandeira desconhecida | Itainópolis                | Antônio Ferreira Dantas Neto                  | ARENA   |                     |            |
| Itaueira              | Itaueira                   | Quirino de Alencar Avelino                    | ARENA   | Floriano            | Piauí      |
| Jaicós                | Jaicós                     | José Nelito Matos Silveira                    | ARENA   |                     |            |
| Bandeira desconhecida | Jerumenha                  | Adão de Sousa Reis                            | ARENA   |                     |            |
| Bandeira desconhecida | Joaquim Pires              | José Leôncio de Sales                         | ARENA   |                     |            |
| Bandeira desconhecida | José de Freitas            | Ferdinand Carvalho de Almendra Freitas        | ARENA   | José de Freitas     | Piauí      |
| Bandeira desconhecida | Landri Sales               | Alcino Pereira de Sá                          | ARENA   | Landri Sales        | Piauí      |
| Bandeira desconhecida | Luís Correia               | Antônio de Pádua da Costa Lima                | ARENA   | Luís Correia        | Piauí      |
| Luzilândia            | Luzilândia                 | Durvalino Araújo Castelo Branco               | ARENA   |                     |            |
| Bandeira desconhecida | Manoel Emídio              | Zulmiro Ferreira de Sousa                     | ARENA   |                     |            |
| Bandeira desconhecida | Marcos Parente             | Adelmar José dos Santos                       | ARENA   |                     |            |
| Bandeira desconhecida | Matias Olímpio             | Bernardo Araújo Rocha                         | ARENA   |                     |            |
| Bandeira desconhecida | Miguel Alves               | Luiz Gonzaga da Costa                         | ARENA   |                     |            |
| Bandeira desconhecida | Miguel Leão                | Gonçalo Pessoa Soares                         | ARENA   |                     |            |
| Monsenhor Gil         | Monsenhor Gil              | Antônia Medeiros de Noronha Pessoa            | ARENA   |                     |            |
| Bandeira desconhecida | Monsenhor Hipólito         | Virgílio de Sá Bezerra                        | ARENA   |                     |            |
| Bandeira desconhecida | Monte Alegre do Piauí      | Adolfo Pereira da Trindade                    | ARENA   |                     |            |
| Bandeira desconhecida | Nazaré do Piauí            | Raimundo Soares Leal                          | ARENA   |                     |            |
| Bandeira desconhecida | Nossa Senhora dos Remédios | Bernardo Bacelar de Carvalho                  | ARENA   |                     |            |
| Bandeira desconhecida | Novo Oriente do Piauí      | Raimundo Rodrigues Sobreira                   | ARENA   | Valença do Piauí    | Piauí      |
| Oeiras                | Oeiras                     | Pedro Mendes Freitas                          | ARENA   |                     |            |
| Bandeira desconhecida | Padre Marcos               | José Jubelino de Macedo                       | ARENA   |                     |            |
| Bandeira desconhecida | Paes Landim                | Joaquim Antônio Neto                          | ARENA   |                     |            |
| Bandeira desconhecida | Palmeira do Piauí          | Manoel Norberto de Moura                      | ARENA   |                     |            |
| Bandeira desconhecida | Parnaguá                   | Danton Cavalcante Mascarenhas                 | ARENA   |                     |            |
| Bandeira desconhecida | Paulistana                 | Deusdedit Cavalcanti                          | ARENA   |                     |            |
| Bandeira desconhecida | Pedro II                   | Tomaz Café de Oliveira                        | ARENA   | Pedro II            | Piauí      |
| Picos                 | Picos                      | José Nunes de Barros                          | ARENA   |                     |            |
| Bandeira desconhecida | Pimenteiras                | Jaime Alexandrino Nogueira                    | ARENA   |                     |            |
| Pio IX                | Pio IX                     | José Ferreira de Alencar Mota                 | ARENA   | Pio IX              | Piauí      |
| Piracuruca            | Piracuruca                 | Raimundo da Silva Doca Ribeiro                | ARENA   |                     |            |
| Piripiri              | Piripiri                   | Antônio Ferreira Neto                         | ARENA   |                     |            |
| Bandeira desconhecida | Porto                      | Raimundo Lopes Vieira                         | ARENA   |                     |            |
| Bandeira desconhecida | Prata do Piauí             | Doroteu Barbosa Lima                          | ARENA   |                     |            |
| Bandeira desconhecida | Redenção do Gurgueia       | José Soares da Silva                          | ARENA   |                     |            |
| Bandeira desconhecida | Regeneração                | Gonçalo Teixeira Nunes                        | ARENA   |                     |            |
| Bandeira desconhecida | Ribeiro Gonçalves          | Wilson Ribeiro dos Santos                     | ARENA   |                     |            |
| Bandeira desconhecida | Rio Grande do Piauí        | Helvídio de Holanda Barros                    | ARENA   | Rio Grande do Piauí | Piauí      |
| Bandeira desconhecida | Santa Cruz do Piauí        | Edgar Nunes Martins                           | ARENA   |                     |            |
| Bandeira desconhecida | Santa Filomena             | Caio Lustosa de Alencar                       | ARENA   |                     |            |
| Bandeira desconhecida | Santa Luz                  | Miguel Guedes de Carvalho                     | ARENA   |                     |            |
| Bandeira desconhecida | Santo Antônio de Lisboa    | Manoel Serafim da Silva                       | ARENA   |                     |            |
| Bandeira desconhecida | Santo Inácio do Piauí      | Djalma César do Nascimento                    | ARENA   | Oeiras              | Piauí      |
| Bandeira desconhecida | São Félix do Piauí         | Bartolomeu Oliveira da Silva                  | ARENA   |                     |            |
| Bandeira desconhecida | São Francisco do Piauí     | Mário Coelho Neto                             | ARENA   |                     |            |
| Bandeira desconhecida | São Gonçalo do Piauí       | Alberto Rodrigues de Moura                    | ARENA   |                     |            |
| Bandeira desconhecida | São João da Serra          | Valdemar Gomes da Silva                       | ARENA   |                     |            |
| Bandeira desconhecida | São João do Piauí          | Claudionor Paes Landim de Oliveira            | ARENA   |                     |            |
| Bandeira desconhecida | São José do Peixe          | Deolino de Sousa Ibiapino                     | ARENA   |                     |            |
| Bandeira desconhecida | São José do Piauí          | Antônio Cândido Bezerra                       | ARENA   |                     |            |
| Bandeira desconhecida | São Julião                 | José Francelino de Sousa                      | ARENA   |                     |            |
| Bandeira desconhecida | São Miguel do Tapuio       | Enoque Cardoso Lima                           | ARENA   |                     |            |
| Bandeira desconhecida | São Pedro do Piauí         | Miguel Barradas Sobrinho                      | ARENA   |                     |            |
| São Raimundo Nonato   | São Raimundo Nonato        | Newton de Castro Macedo                       | ARENA   | São Raimundo Nonato | Piauí      |
| Bandeira desconhecida | Simões                     | Joaquim José Valdeci de Carvalho              | ARENA   | Simões              | Piauí      |
| Bandeira desconhecida | Simplício Mendes           | Ney Madeira Moura Fé                          | ARENA   |                     |            |
| Bandeira desconhecida | Socorro do Piauí           | José Vítor de Sá                              | ARENA   |                     |            |
| Bandeira desconhecida | Uruçuí                     | José Ribamar Coelho                           | ARENA   | Uruçuí              | Piauí      |
| Bandeira desconhecida | Várzea Grande              | Firmo Rodrigues Sobreira                      | ARENA   |                     |            |

### Prefeitos eleitos pelo MDB
O partido triunfou em 05 municípios, o equivalente a 4% do total.
| Bandeira              | Município        | Prefeito eleito              | Partido | Nascido em       | UF    |
| --------------------- | ---------------- | ---------------------------- | ------- | ---------------- | ----- |
| Guadalupe (Piauí)     | Guadalupe        | Benedito José de Neiva Filho | MDB     |                  |       |
| Palmeirais            | Palmeirais       | Lourival Celestino de Sousa  | MDB     | Palmeirais       | Piauí |
| Parnaíba              | Parnaíba         | Elias Ximenes do Prado       | MDB     | Sobral           | Ceará |
| União (Piauí)         | União            | Osvaldo do Rego Melo         | MDB     |                  |       |
| Bandeira desconhecida | Valença do Piauí | Joaquim Matias Lima Verde    | MDB     | Valença do Piauí | Piauí |

### Prefeitura de Teresina
| Bandeira | Município | Prefeito nomeado      | Partido | Nascido em | UF    |
| -------- | --------- | --------------------- | ------- | ---------- | ----- |
| Teresina | Teresina  | Joel da Silva Ribeiro | ARENA   | Guadalupe  | Piauí |